# Toni Mang
Anton „Toni“ Mang (* 29. September 1949 in Inning am Ammersee) ist ein ehemaliger deutscher Motorradrennfahrer. Er wurde in seiner Karriere viermal deutscher Meister und fünfmal Weltmeister im Motorradstraßenrennsport und gilt als Deutschlands erfolgreichster Motorradfahrer der Geschichte. In seiner Jugend war er Kinderschauspieler.

## Kindheit
Mang wuchs in Inning am Ammersee auf. Als Kind spielte er in den 1950er Jahren in den populären westdeutschen Märchenfilmen der bayrischen Filmproduktionsgesellschaft Schongerfilm mit. 1956 spielte er in Die Heinzelmännchen eines der Heinzelmännchen. Ein Jahr später stellte er in Der Wolf und die sieben Geißlein das jüngste Geißlein Gucki dar. Im gleichen Jahr verkörperte er in Rübezahl – der Herr der Berge Karli, den Sohn des Glasers Steffen. 1959 spielte er in Die Bremer Stadtmusikanten seine letzte Filmrolle als Hahn.

## Karriere
Mit elf Jahren machte Mang mit einer DKW RT 125 erste Motorraderfahrungen, übte danach allerdings zunächst eine andere Sportart aus. Er fuhr relativ erfolgreich Skibob und wurde im Alter von 16 Jahren deutscher Skibobmeister und Junioren-Europameister. Trotzdem wandte er sich bald dem motorisierten Rennsport zu und absolvierte mit einem 50-cm³-Eigenbau auf Kreidler-Basis zwei Jahre später sein erstes Motorrad-Straßenrennen, schied dabei aber an siebter Stelle liegend mit einem technischen Defekt aus.
Im Jahr 1970 stieg Mang zusammen mit Sepp Schlögl in das Team des damals amtierenden 125-cm³-Weltmeisters Dieter Braun als Rennmechaniker ein. Zusammen mit Schlögl und Alfons Zender entwickelte Mang ein Motorrad, genannt „Schlögl-Mang-Zender“ (SMZ 250). Auf dieser Maschine startete er bei einem Flugplatzrennen in Augsburg und errang dort seinen ersten Sieg. 1975 wurde Anton Mang auf einer 350-cm³-Yamaha erstmals Deutscher Meister, im gleichen Jahr startete er beim Grand Prix von Österreich auf dem Salzburgring zum ersten Mal in der 350-cm³-Klasse bei einem Weltmeisterschaftslauf. Ein Jahr später, 1976, gewann er sein erstes Rennen in der WM, den Grand Prix von Deutschland auf dem Nürburgring auf einer 125-cm³-Morbidelli.

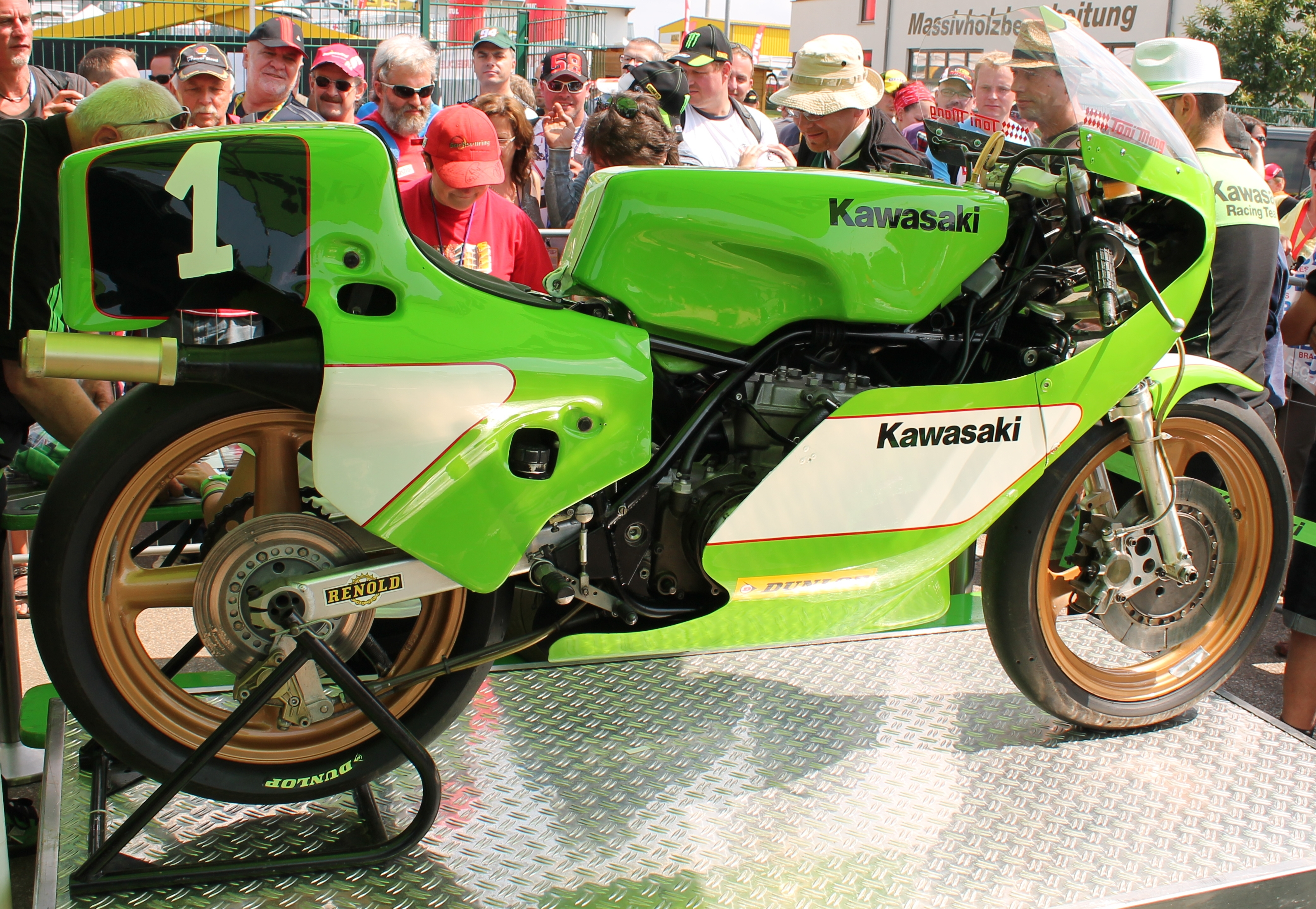
Eine von Toni Mangs Rennmaschinen

Seine Erfolge ermöglichten Toni Mang 1978 als Werksfahrer von Kawasaki in den Klassen bis 250- und bis 350-cm³ zu starten. Damit begann sein Weg hin zum erfolgreichsten deutschen Motorradrennfahrer. In der Saison 1980 wurde er Weltmeister in der 250-cm³-Klasse und Vizeweltmeister in der 350-cm³-Klasse, nur knapp hinter dem Südafrikaner Jon Ekerold. Im Jahr 1981 wurde Mang Weltmeister sowohl in der 250-cm³- als auch in der 350-cm³-Klasse und daraufhin in Deutschland zum Sportler des Jahres 1981 gewählt. Kaum weniger erfolgreich schloss Toni Mang das Jahr 1982 ab. Er verteidigte den WM-Titel in der 350-cm³-Klasse mit der Kawasaki KR 350 und gilt damit als „ewiger Weltmeister“ dieser Klasse, die nach der Saison 1982 abgeschafft wurde. In der 250-cm³-Klasse fehlte ihm zum Saisonabschluss lediglich ein Punkt zur erfolgreichen Titelverteidigung. Viertelliter-Weltmeister wurde der Franzose Jean-Louis Tournadre.
Zur Saison 1983 wechselte Mang in die sogenannte „Königsklasse“, die 500-cm³-Kategorie. Infolge einer schweren Verletzung durch einen Skiunfall vor Saisonbeginn konnte er aber erst Mitte August zum ersten Rennen antreten; mit seiner „Aufholjagd“ erzielte er den zehnten Platz. 1984 kehrte Mang ohne Werksunterstützung in die Viertelliterklasse zurück. Er wurde Fünfter in der Weltmeisterschaft auf einer privaten 250-cm³-Yamaha. Nach diesem Erfolg erhielt er 1985 erstmals eine Werks-Honda und wurde hinter der Nr. 1 im Honda-Werksteam, dem jungen US-Amerikaner Freddie Spencer, Vizeweltmeister. In der Saison 1986 traf Mang auf viele starke Fahrer und belegte am Schluss Rang vier der Weltmeisterschaft. Außerdem kam es in dieser Saison zur Trennung von Sepp Schlögl, seinem langjährigen Chefmechaniker und Freund. Danach prophezeiten Experten der Fachpresse das Ende der Ära Mang.
Trotzdem gelang es Toni Mang, auch die Saison 1987 als Motorradweltmeister in der 250-cm³-Klasse abzuschließen; dabei gewann er acht Rennen, sein härtester Rivale war sein Landsmann Reinhold Roth gewesen. Das Rennjahr 1988 begann zwar mit einem Sieg, aber nach einem schweren Sturz beim Großen Preis von Jugoslawien in Rijeka beendete Toni Mang seine Karriere nach insgesamt 154 Starts in der Motorrad-WM, 42 Siegen, 84 Podiumsplätzen, 34 Pole-Positions sowie 26 Schnellsten Rennrunden.
Nach dem Ende seiner Karriere als aktiver Motorradrennfahrer hat sich Toni Mang der Nachwuchsförderung verschrieben und veranstaltet Renn-Trainings.
Seit 2007 unterstützt Toni Mang zusammen mit Sepp Schlögl und Adi Stadler den damals jungen deutschen Rennfahrer Marcel Schrötter, der in der Saison 2008 auf Honda die Internationale Deutsche Motorradmeisterschaft in der Klasse bis 125 cm³ gewann und 2009 seinen Titel verteidigte.

## Persönliches
Toni Mang ist gelernter Werkzeugmacher und besitzt eine eigene Werkstatt mit verschiedenen Maschinen zur Metallverarbeitung, in der er Auftragsarbeiten aus den Bereichen Pneumatik, Vakuum-Technik und Hydraulik ausführt. Er entwickelte bereits mehrere technische Geräte, darunter ein elektronisches Kanalprüfgerät sowie ein Bohrgerät zum Anbau an einen Minibagger.
Früher betrieb er die Toni-Mang-Autowaschanlage in Olching.
In seinem Geburtsort Inning am Ammersee ist der Toni-Mang-Ring nach ihm benannt.
Nach der 1985 mit einer Südafrikanerin geschlossenen Ehe ist Mang in zweiter Ehe mit einer Deutschen verheiratet und hat eine 1995 geborene Tochter. Mang lebt in Zankenhausen, einem Ortsteil der Gemeinde Türkenfeld.

## Statistik

### Erfolge
- 250-cm³-Weltmeister: 1980, 1981 (auf Kawasaki); 1987 (auf Honda)
- 350-cm³-Weltmeister: 1981, 1982 (auf Kawasaki)
- Deutscher 250-cm³-Meister: 1979 (auf Kawasaki)
- Deutscher 350-cm³-Meister: 1977 (auf Yamaha); 1978, 1979 (auf Kawasaki)
- 42 Grand-Prix-Siege

### Ehrungen
- Aufnahme in die MotoGP Hall of Fame
- Deutschlands Sportler des Jahres: 1981
- ADAC Motorsportler des Jahres: 1981

### In der Motorrad-Weltmeisterschaft
| Saison | Klasse  | Motorrad   | Rennen | Siege | Zweiter | Dritter | Poles | Schn. Rennrunden | Punkte | Ergebnis    |
| ------ | ------- | ---------- | ------ | ----- | ------- | ------- | ----- | ---------------- | ------ | ----------- |
| 1975   | 350 cm³ | SMZ        | 1      | –     | –       | –       | –     | –                | 5      | 26.         |
| 1976   | 125 cm³ | Morbidelli | 4      | 1     | –       | –       | –     | 1                | 32     | 5.          |
| 1977   | 125 cm³ | Morbidelli | 7      | –     | 1       | 2       | –     | –                | 55     | 5.          |
| 1977   | 500 cm³ | Suzuki     | 2      | –     | –       | –       | –     | –                | 4      | 25.         |
| 1978   | 250 cm³ | Kawasaki   | 8      | 1     | 1       | –       | –     | 2                | 52     | 5.          |
| 1978   | 350 cm³ | Kawasaki   | 3      | –     | –       | –       | –     | –                | 14     | 16.         |
| 1979   | 250 cm³ | Kawasaki   | 8      | –     | –       | 2       | 1     | –                | 56     | 6.          |
| 1979   | 350 cm³ | Kawasaki   | 7      | –     | 2       | 1       | –     | –                | 63     | 4.          |
| 1980   | 250 cm³ | Kawasaki   | 10     | 4     | 4       | 2       | 9     | 4                | 128    | Weltmeister |
| 1980   | 350 cm³ | Kawasaki   | 5      | 2     | 1       | 1       | 4     | –                | 60     | 2.          |
| 1981   | 250 cm³ | Kawasaki   | 11     | 10    | –       | 1       | 10    | 9                | 160    | Weltmeister |
| 1981   | 350 cm³ | Kawasaki   | 8      | 5     | 2       | –       | 6     | –                | 103    | Weltmeister |
| 1982   | 250 cm³ | Kawasaki   | 10     | 5     | 2       | 1       | 2     | 3                | 117    | 2.          |
| 1982   | 350 cm³ | Kawasaki   | 7      | 1     | 4       | 1       | 1     | –                | 81     | Weltmeister |
| 1983   | 500 cm³ | Suzuki     | 4      | –     | –       | –       | –     | –                | 2      | 18.         |
| 1984   | 250 cm³ | Yamaha     | 12     | 1     | 1       | –       | –     | 2                | 61     | 5.          |
| 1985   | 250 cm³ | Honda      | 12     | 2     | 4       | 4       | –     | 1                | 124    | 2.          |
| 1986   | 250 cm³ | Honda      | 10     | 1     | 3       | –       | –     | 1                | 65     | 4.          |
| 1987   | 250 cm³ | Honda      | 15     | 8     | –       | –       | 1     | 1                | 136    | Weltmeister |
| 1988   | 250 cm³ | Honda      | 10     | 1     | –       | 2       | –     | 2                | 87     | 8.          |
| Gesamt | Gesamt  | Gesamt     | 154    | 42    | 25      | 17      | 34    | 26               | 1405   | 5 WM-Titel  |

## Filmografie
- 1956: Die Heinzelmännchen; Regie: Erich Kobler
- 1957: Der Wolf und die sieben Geißlein; Regie: Peter Podehl
- 1957: Rübezahl – Herr der Berge; Regie: Erich Kobler
- 1959: Die Bremer Stadtmusikanten; Regie: Rainer Geis

## Verweise